# برنک
برنک (به آلمانی: Brenk) یک شهر در آلمان است که در اهرویلر واقع شده‌است. برنک ۱۸۶ نفر جمعیت دارد.